# Antezant-la-Chapelle
Antezant-la-Chapelle ist eine französische Gemeinde mit 366 Einwohnern (Stand: 1. Januar 2022) im Département Charente-Maritime in der Region Nouvelle-Aquitaine (vor 2016: Poitou-Charentes). Sie gehört zum Arrondissement Saint-Jean-d’Angély und zum Kanton Matha (bis 2015: Kanton Saint-Jean-d’Angély). Die Einwohner werden Antezantais und Antezantaises genannt.

## Geographie
Antezant-la-Chapelle liegt etwa 70 Kilometer ostsüdöstlich von La Rochelle in der Saintonge. Umgeben wird Antezant-la-Chapelle von den Nachbargemeinden La Jarrie-Audouin im Norden, Saint-Pierre-de-l’Isle im Nordosten, Saint-Pardoult im Osten, Les Églises-d’Argenteuil im Osten und Südosten, Vervant im Südosten, Courcelles im Süden, Saint-Denis-du-Pin im Westen sowie Loulay im Nordwesten.

## Geschichte
Die Ortschaften Antezant und La Chapelle-Bâton wurden 1973 als früher eigenständige Kommunen zur heutigen Gemeinde zusammengeschlossen.

## Bevölkerungsentwicklung
| Jahr                      | 1962 | 1968 | 1975 | 1982 | 1990 | 1999 | 2006 | 2013 | 2019 |
| Einwohner                 | 360  | 302  | 333  | 352  | 353  | 339  | 356  | 363  | 340  |
| Quelle: Cassini und INSEE |      |      |      |      |      |      |      |      |      |

## Sehenswürdigkeiten
Siehe auch: Liste der Monuments historiques in Antezant-la-Chapelle
- Dolmen La Grosse Pierre
- Kirche Saint-Maxime in Antezant aus dem 12. Jahrhundert, Ostfassade ist seit 1949 als Monument historique eingeschrieben
- Kirche Saint-Clément in La Chapelle-Bâton aus dem 12. Jahrhundert
- Haus Les Hermitans aus dem 17. Jahrhundert
- Haus La Folatière von 1683
- Wassermühle, erbaut vor dem 18. Jahrhundert

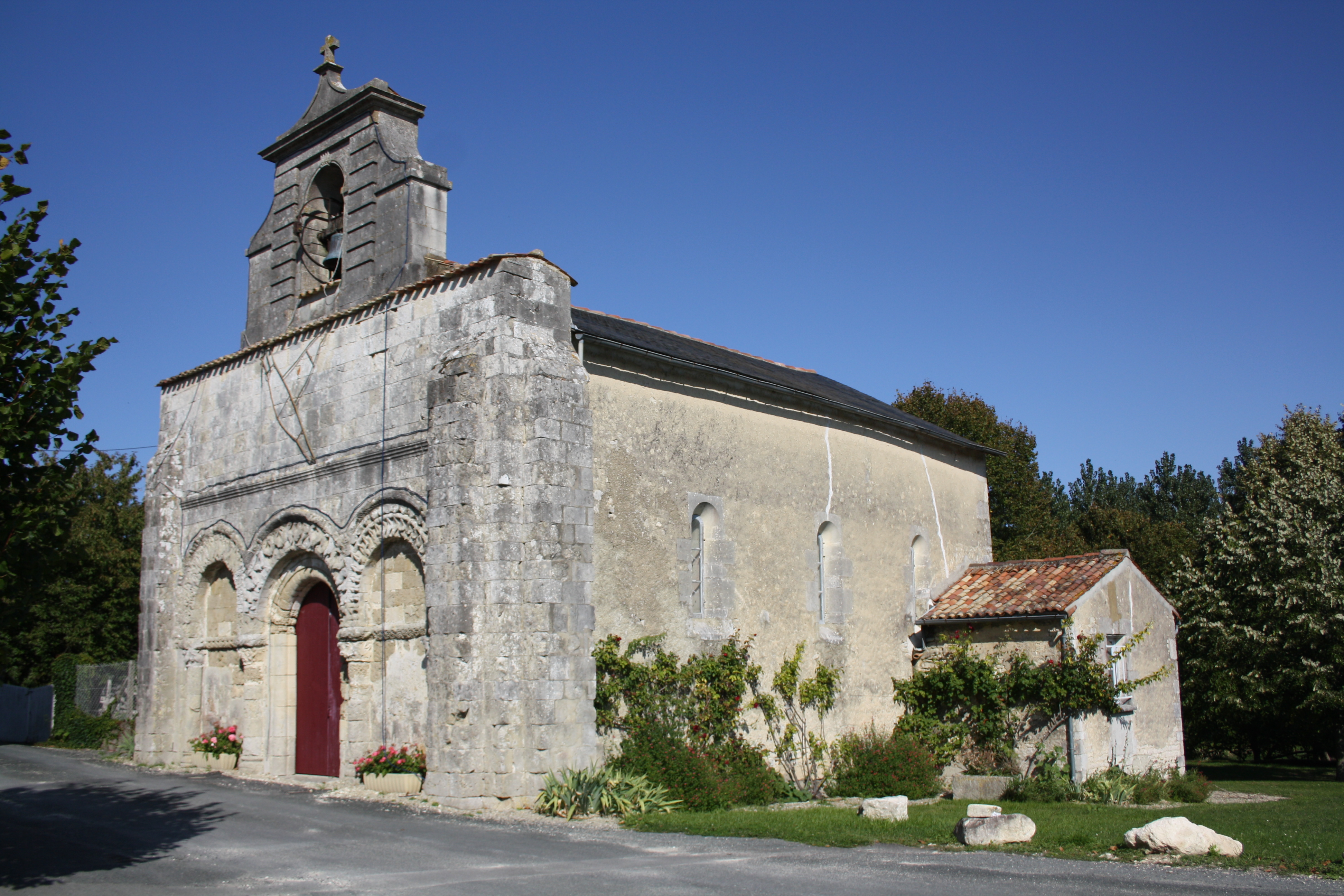
Kirche Saint-Maxime
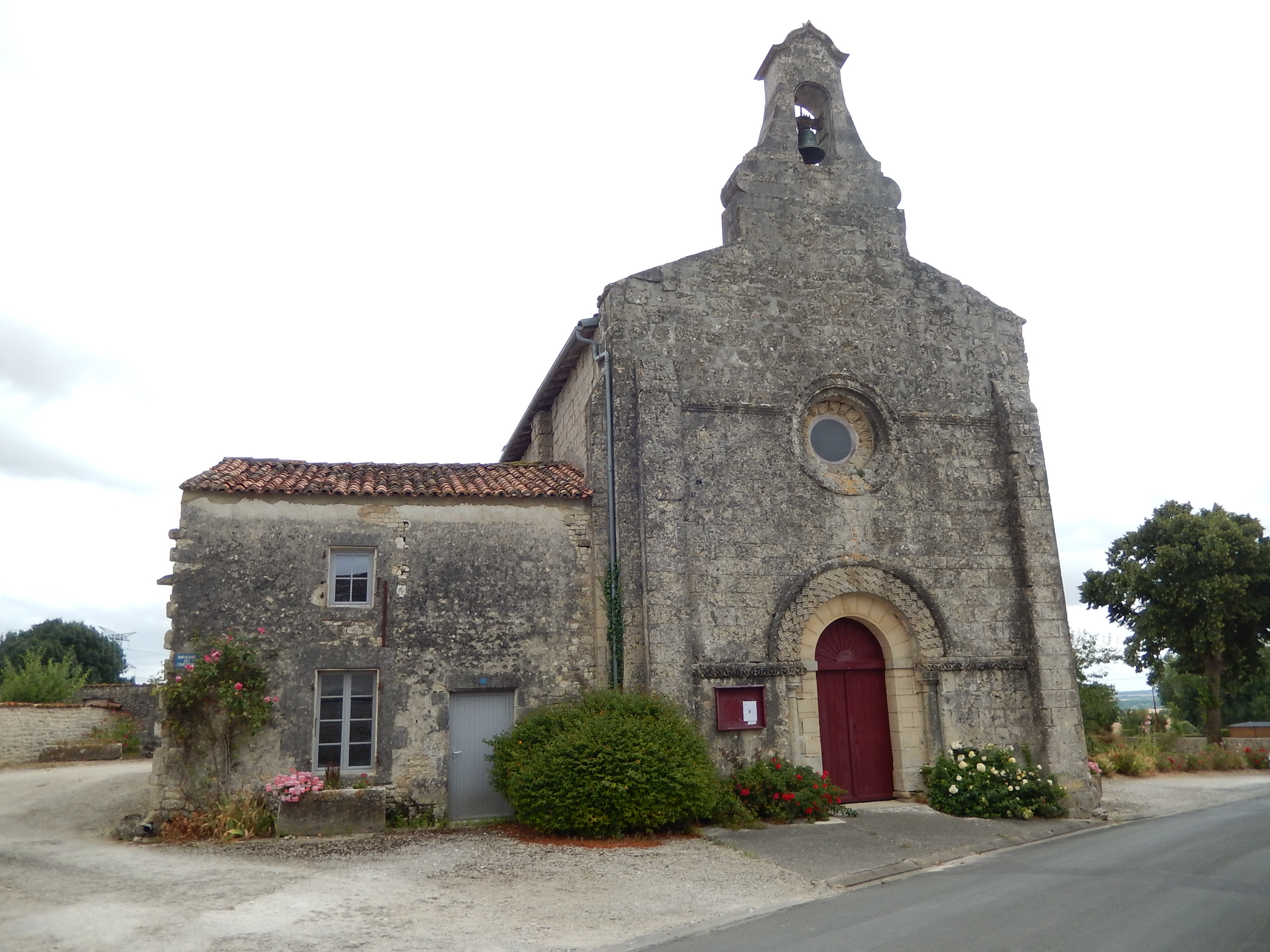
Kirche Saint-Clément